# 出雲大社沖縄分社
出雲大社沖縄分社（いずもたいしゃおきなわぶんしゃ）は沖縄県那覇市古島に鎮座している神社である。出雲大社の正式な分社であり、国内最南・西端の出雲大社の分社である。出雲大社教では、「分祠」「大教会（分院）」「教会」「支教会」以外の名称は認められていないが、第二次世界大戦後の特殊事情から沖縄分社のみ「分社」の名称が認められている。
本殿はブロック塀に囲まれており、見ることは出来ない。同社には鳥居は無く、門のような囲いの下に手水などもある。沖縄各地から若い女性を中心に、恋愛の神社として参拝者が絶えない。

## アクセス
- 沖縄都市モノレール線 古島駅より徒歩4分